# Medaller dels Jocs Olímpics d'estiu de 1908

Els Anells Olímpics, símbol dels Jocs Olímpics.

El medaller dels Jocs Olímpics de Londres de 1908 presenta totes les medalles lliurades als esportistes guanyadors dels esdeveniments disputats en aquest esdeveniment, realitzat entre el 27 d'abril i el 31 d'octubre de 1908 a la ciutat de Londres (Regne Unit).
Les medalles apareixen agrupades pels Comitès Olímpics Nacionals participants i s'ordenen de forma decreixent contant les medalles d'or obtingudes; en cas d'haver empat, s'ordena d'igual forma contant les medalles de plata i, en cas de mantenir-se la igualtat, es conten les medalles de bronze. Si dos equips tenen la mateixa quantitat de medalles d'or, plata i bronze, es llisten en la mateixa posició i s'ordenen alfabèticament.

## Medaller
| Posició | País           | Or  | Argent | Bronze | Total |
| 1       | Regne Unit     | 56  | 51     | 39     | 146   |
| 2       | Estats Units   | 23  | 12     | 12     | 47    |
| 3       | Suècia         | 8   | 6      | 11     | 25    |
| 4       | França         | 5   | 5      | 9      | 19    |
| 5       | Imperi Alemany | 3   | 5      | 5      | 13    |
| 6       | Hongria        | 3   | 4      | 2      | 9     |
| 7       | Canadà         | 3   | 3      | 10     | 16    |
| 8       | Noruega        | 2   | 3      | 3      | 8     |
| 9       | Itàlia         | 2   | 2      | 0      | 4     |
| 10      | Bèlgica        | 1   | 5      | 2      | 8     |
| 11      | Australàsia    | 1   | 2      | 2      | 5     |
| 12      | Rússia         | 1   | 2      | 0      | 3     |
| 13      | Finlàndia      | 1   | 1      | 3      | 5     |
| 14      | Sud-àfrica     | 1   | 1      | 0      | 2     |
| 15      | Grècia         | 0   | 3      | 0      | 3     |
| 16      | Dinamarca      | 0   | 2      | 3      | 5     |
| 17      | Bohèmia        | 0   | 0      | 2      | 2     |
| 17      | Països Baixos  | 0   | 0      | 2      | 2     |
| 19      | Àustria        | 0   | 0      | 1      | 1     |
| Total   | Total          | 110 | 107    | 106    | 323   |

Tres nacions participants (Argentina, Suïssa i l'Imperi Otomà) no aconseguiren medalles.